# ニード・フォー・スピード モスト・ウォンテッド
『ニード・フォー・スピード モスト・ウォンテッド』（Need for Speed: Most Wanted）略称NFSMWはEAカナダが開発し、エレクトロニック・アーツが2005年11月15日に米国で発売したレースゲーム。
このゲームはゲームプレーの大半に警察追跡の要素と、ニード・フォー・スピード アンダーグラウンド シリーズから追加された車のカスタマイズを特徴としている。
海外ではニード・フォー・スピード シリーズ10周年を記念しブラック エディション（Black Edition）と呼ばれる限定版も通常版と同時に発売されている。なお日本語版はブラック エディションの内容と同等である。ブラック エディションはレースの追加とスペシャルチューンされたBMW M3 GTRと1967年型シボレー・カマロ、他多数のスペシャルチューン仕様の車を含んでいる。その他メイキングビデオ、インタビューなどが収録されているDVDも同梱されている。日本語版では一般車に衝突した際の警察無線の台詞は削除されている。
Xbox 360版においては"22 CHARACTERS LIMIT"がタイトルであると誤解されるケースもあるが、これはXbox Live等におけるタイトルの長さに関するエラーメッセージである（ちなみに"Need for Speed: Most Wanted"で27文字である）。なお後に「NFS Most Wanted」と表記が修正された。
日本ではシリーズ最後のゲームキューブ版でもある。
2007年アジア室内競技大会では、eスポーツの種目の一部として使用された。

## 概要
モスト・ウォンテッドはニード・フォー・スピード シリーズの基本である、公道での違法レースをテーマにしたレースゲームである。警察追跡についてはキャリアモードの特定のレースにおいて発生し、プレイヤーの車を減速または停止させるため多種多様な作戦を使ってくる。その他にも警察とのカーチェイスを重点に置いている要素も多く、後のシリーズのイメージを決定付けた作品となった。またアンダーグラウンド シリーズでは車のパフォーマンスと外観が多数改造出来、それらがプレイヤーの評価を増やすために使われたのに対し、モスト・ウォンテッドではアンダーグラウンド シリーズよりも改造やセッティング内容が単純化・簡略化されていて、外観を変更するのは主に警察の追跡を逃れるための手段である。
天気がランダムに変わる3つの地域がロックポート内にあり、レースが夜行われる事は無く時間帯は日の出と日暮れの間をサイクルする。都市内を自由に移動できるフリーロームモードがNFSU2にはあったのに対して、NFSMWでは警察追跡と同じくキャリアモード内に限られている。NFSUシリーズと違い衝突すると外見が多少壊れるが、走行性能に影響は発生しない。

## ゲームモード
キャリアモードではレースに勝つ他に、警察に追跡されている間にマイルストンと呼ばれる様々な目標(指定時間警察に追跡されるなど)を達成する事が、ストーリーラインとレースを進めるために必要である。ブラックリストランカーとの勝負に勝つとランダムで敵の車やパーツがもらえる新要素も追加された。新しい車とパーツはキャリアモードを進めるとアンロックされ、全てのボーナスカーのロックをはずすためにはキャリアモードのレースとマイルストン及びチャレンジモードを全て達成する必要がある。
クイックレースとキャリアモードの他にチャレンジという、警察に追跡されながら制限時間内にゴールに向かったり、決められた台数の警察車両に傷をつけるなどの目標を達成するモードもある。チャレンジモードの内容によっては警察車両や一般車両を使うこともできる。　
NFSUシリーズの特徴だったレース、ドリフトはNFSMWでは無くなっている（カーボンから復帰）。以下はレース内容である。
ストリート
決められたラップ数コースを周回する。
ラップKO
ストリートのルールに1周ごとに最後尾の車両が脱落するというルールを加えたもの。
スプリント
いわゆる一本道コースで、指定された道をゴールへ向かって走っていくレース。
ドラッグ
ドラッグレースは他のレースと違い強制的にマニュアルトランスミッションに切り替わる。車はレーンに沿って自動的にまっすぐ走る代わりに、プレーヤーはギヤチェンジと車線変更のみ行う。
スピードトラップ
スプリントと基本は同じだが自動速度違反取締装置の下を走り、カメラに記録された速度記録の合計で競う。なお敵車が先にゴールすると自分の速度記録が時間とともに徐々に削られていく。
トールブース
時間がカウントダウンされ0になるまでに次のトールブース(料金所)まで向かうというもの。指定時間より早く料金所についた場合は残っていたタイムが、次の料金所に向かうタイムに加算される。いままでNFSシリーズにでてきたタイムトライアルとルールはほぼ同じである。

## 警察追跡システム
モスト・ウォンテッドのゲームタイトルが意味している通りNeed for Speed: Hot Pursuit 2以来の警察追跡を特徴としている。キャリアモードでの警察の追跡はレースの最中に起こり、他にも都市内をローミング中警察と遭遇し違反を犯す事でも発生する。キャリアモード以外ではチャレンジモードにしか警察追跡の概念は無い。プレイヤーによって行われる交通犯罪は"違反"としてゲーム内に表示される。警察追跡システムはNFSHP2よりかなり複雑である。警察がプレイヤーを追跡する手段は"ヒート"と呼ばれる追跡警戒レベルによって決まり、ヒートはプレーヤーが現在使っている車のみに適用される。ヒートレベルが高くなると、警察の戦術は多様化し例えばロードブロック、スパイクベルト、高速パトカー、警察ヘリなど積極的になっていく。実際ゲーム中ヒートレベルが高いと、プレイヤーの車1台に対してパトカー10台以上が追跡してくるのを目にするだろう。キャリアモードのストーリーラインをかなり進め、ヒートのレベルが高いなら警察側運転手の中で最も経験豊かなクロス巡査部長が追跡に参加するかもしれない。（ヒートレベルが5に達するまでクロスは追跡に参加してこない。）警察ヘリが自車に体当たりして減速させようともしてくる。もし警察に接近された状態で何秒間も動けなかった場合は逮捕されてしまう。また、スパイクベルトを踏んで動けなくなった場合、確実に逮捕される。
自動車のヒートはボディーパーツやボディーカラーを変えるなどの外観の変更、もしくは他の車を使用すると下がっていく。プレイヤーは"バウンティ"を溜めなければキャリアモードを進められない。他にもブラックリストランカーと対戦するための必要条件でもある。バウンティは警察車両に損害を加えて逃げ切れば追加されていく。ラップシート(警察データベース)はプレイヤーの犯罪、被害額、追跡時間の長さなどが記録されていて警察記録をハッキングして見ることができ、他のブラックリストランカーの記録も含んでいる。
プレイヤーが追跡を逃れるために役立つ特徴も幾つか含んでいる。スピードブレイカーはゲーム内時間を遅くし(バレットタイム同様)プレイヤーが急コーナーを曲がるときや、ロードブロックやスバイクベルトをかわすときに用いる。モスト・ウォンテッドのもう一つの特徴としてパースートブレイカーという沿道のオブジェクトがあげられる。パースートブレイカーはマップ上に三角形のマークで表示される支えの弱い建造物のことであり、プレイヤーが車でパースートブレイカーに突入すると支えがはずれプレイヤーの後を追跡してくる追跡車両にオブジェクトが崩れてきて損害を与えたり動けなくするものである。プレイヤーが全追跡車両からの追跡を逃れたら再度警察に発見されないようにしなければならない。クールダウンの最中に警察に発見されると追跡が再開されてしまう。だがクールダウン最中にマップに表示されるセーフポイントと呼ばれる白い円に向かいそこで隠れていればクールダウン状態を早く終了する事が出来る（ただし警察に見つかった場合、同じく追跡が再開される）。
NFSMWではNFSHP2と違いセダン(架空の車)、ライノ(同じく架空の車。突撃用のと重量級ＳＵＶ)、ポンティアック・GTO、シボレー・コルベットC6のパトカーを警察として運転する事は出来ない。チャレンジモードにて幾つかのパトカーを運転できるが、警察はプレイヤーのパトカーを追跡してくる。

## ストーリー
キャリアモードのストーリーにおいてプレイヤーはベイビュー（NFSUG2の舞台）からロックポートに来たばかりであり、ストリートレースに勝つ事によってロックポートでの評判を得る。プレイヤーは数人のストリートレーサー全員を負かし、そして新顔ドライバーに敵対的なストリートレーサーの集団と出会う。この集団のリーダーはレーザーという名の男で、彼はロックポートのブラックリスト(警察のストリートレーサー指名手配者リスト) #15にランクされているストリートレーサーの内の一人である。プレイヤーは自分の車を賭けてレーザーとバトルをすることになるが、レーザーはレースの前に卑怯な手を使い、プレイヤーの車が壊れる細工を施していた。そのためプレイヤーはレースに負けてしまい、所有していたBMW・M3 GTRをレーザーに奪われてしまった。そのレースのすぐ後で警察が到着し、レーザーと彼の仲間達は逃げてしまうが、車を失ったプレイヤーは警察に逮捕されてしまう。
その後プレイヤーはミア・タウンゼンド(ジョジー・マラン)という謎の女性の協力で、証拠不十分で警察署から釈放される。ミアはレーザーがブラックリスト#1へのし上がるためにプレイヤーの車を使ったと説明する。プレイヤーは最初のストリートレースで獲得した金を使い新車を購入し、ミアのアドバイスと友好的なストリートレーサーのローグ（以前勝負したストリートレーサー）の援助を受け、ブラックリストレースを勝ち上がりレーザーからBMW M3 GTRを取り戻すことにした。ゲームが進んでいくとプレイヤーはブラックリストランカーと一対一で勝負し、レースに勝利すると金(速い車を購入したり改造するのに必要)を取得しブラックリストのランクを上がっていく。ブラックリスト上位になりレーザーに勝利し車を取り戻すと、ミアが実はブラックリストの全てのメンバーを逮捕するために働いていた潜入捜査官だということが明らかになる。クロス巡査部長を中心とした警察はプレイヤーを総力を挙げて捕らえようとするが、ミアから逃走ルートを教えられプレイヤーはロックポートから脱出する。プレイヤーは永久にロックポートを去り、最後は全国最重要指名手配者リストに追加される。

## 登場人物
主人公 (演クレイグ・ソレンセン)
プレイヤーでありこのゲームで操作する人物。ベイビューから来て、ロックポートで数々の走り屋たちに勝つが、レーザーに敗北してBMW・M3 GTRを奪われてしまい、ブラックリストランカーとの戦いに身を投じることになる。顔は一切映らず、逮捕された時もモザイクがかかっている。
ミア（演-ジョジー・マラン/声- 大原さやか）
このゲームのヒロイン。主人公に様々なアドバイスし好意を抱くようになる。実はストリートレーサーを逮捕するために働く潜入捜査官である。愛車はマツダ・RX-8。
ローグ
プロローグのレースで登場し、ミアと同じように主人公にアドバイスをするが顔は登場せず声のみの出演。愛車はポンティアック・GTO。
クロス（演-ディーン・マッケンジー/声-大友龍三郎）
ストリートレーサーたちを逮捕するために躍起になっている警察官。階級は巡査部長。愛車はシボレー・コルベット（C6）のパトカー仕様。他のパトカーと異なり、Xを模したバイナルグラフィックスが施されている。続編にも登場。
レーザー(クラレンス・カラハン)（演-デレク・ハミルトン/声-咲野俊介）
ブラックリストランカーのNo.1（主人公が最初に会ったときはNo.15）。勝つためなら手段は選ばずレース前に主人公の車に細工をした。また自分との戦いが近くなると主人公に脅しをかけるようになる。最初のバトル時にはフォード・マスタング（このマスタングはプレイヤーが使用することは不可）に搭乗していたが、主人公から奪ったBMW M3 GTRでNo.1にのぼりつめる。
ミアとは過去に恋人同士だったようで、ミアが潜入捜査官だと知り逮捕された際、捨て台詞を吐いた。
ブル(トオル・サトウ)（演-ケヴァン・オオツジ）
レーザーの仲間の一人で主人公がプロローグで2番目に戦う人物。ゲーム内で登場する数少ない日本人。愛車はメルセデス・ベンツ・SLRマクラーレン（外見は窓にスモークをかけた以外はノーマル）。後にブラックリストランカーNo.2となる。
ロニー(ロナルド・マクリー)（演-ポール・デゼンキュー）
レーザーの仲間の一人で主人公がプロローグで最初に戦う人物。最初のバトル時にはトヨタ・スープラ（このスープラはプレイヤーが使用することは不可）に搭乗していたが、後にブラックリストランカーNo.3となり、その座をかけたバトル時にはアストンマーティン・DB9を駆る。
女性警察官(ターフ巡査) (演-シモン・バイリー)
クロス巡査と共にストリートレーサーたちを逮捕するのに躍起になっている警察官である。

## 登場車両
車両は日本車、エキゾティックカー、アメリカンマッスル、欧州車など平均的となった。なお前作まで収録されていたホンダ、日産が登場しないのは、このゲームの内容が道交法違反及び指名手配犯であるプレイヤーの車を警察が追跡するというものであるため、メーカー側がライセンスを許可しなかったからだと言われている。しかし続編や2012年版では日産のライセンスの許可が下りている。
破壊や事故に巻き込まれる警察車両、一般車両は架空のオリジナルカーとなっている。
| - アストンマーティン・DB9 - アウディ・A3 3.2 クアトロ - アウディ・A4 3.2 FSI クアトロ - アウディ・TT 3.2 クアトロ - BMW・M3 GTR(E46) - キャデラック・CTS - シボレー・カマロ SS（1967年） - シボレー・コバルト SS - シボレー・コルベット C6 - シボレー・コルベット C6.R - ダッジ・バイパー SRT10 - フィアット・プント HGT - フォード・GT - フォード・マスタング GT - ランボルギーニ・ガヤルド - ランボルギーニ・ムルシエラゴ - レクサス・IS300 - ロータス・エリーゼ | - マツダ・RX-7 - マツダ・RX-8 - メルセデス・ベンツ・CLK500 - メルセデス・ベンツ・SL500 - メルセデス・ベンツ・SL65 AMG - メルセデス・ベンツ・SLRマクラーレン - 三菱・エクリプス - 三菱・ランサーエボリューション VIII - ポンティアック・GTO / ヴォクスホール・モナーロ VXR - ポルシェ・911 カレラ S (997) - ポルシェ・911 GT2 - ポルシェ・911 ターボ S (996) - ポルシェ・カレラGT - ポルシェ・ケイマン S - ルノー・クリオ V6 - スバル・インプレッサ WRX STI - トヨタ・スープラ - フォルクスワーゲン・ゴルフ GTI |

## EA TRAX
レースミュージックにはハードロック、エレクトロニカそしてメニューミュージックにはヒップホップが主に使われている。
EA TRAXに収録されている曲の他に警察に追跡されると流れる警察追跡BGMもあるが、オプションから警察追跡BGMを再生しないように設定すると、警察に追跡されてもEA TRAXが流れ続ける。
1. Styles of Beyond - Nine Thou (Superstars Remix)
2. T.I. Presents The P$C - Do Ya Thang
3. Rock - I Am Rock
4. Suni Clay - In A Hood Near You
5. The Perceptionists - Let's Move
6. Juvenile - Sets Go Up
7. Hush - Fired Up
8. DJ Spooky and Dave Lombardo - B-Side Wins Again feat. Chuck D
9. Celldweller feat. Styles of Beyond - Shapeshifter
10. Lupe Fiasco - Tilted
11. Ils - Feed The Addiction
12. Celldweller - One Good Reason
13. Hyper - We Control
14. Static-X - Skinnyman
15. Diesel Boy + Kaos - Barrier Break
16. Disturbed - Decadence
17. The Prodigy - You'll Be Under My Wheels
18. The Roots and BT - Tao of The Machine (Scott Humphrey's Remix)
19. Stratus - You Must Follow(Evol Intent VIP)
20. Mastodon - Blood And Thunder
21. Evol Intent, Mayhem & Thinktank - Broken Sword
22. Bullet For My Valentine - Hand Of Blood
23. Paul Linford and Chris Vrenna - The Mann
24. Avenged Sevenfold - Blinded In Chains
25. Jamiroquai - Feels Just Like It Should (Timo Maas Remix)
26. Paul Linford and Chris Vrenna - Most Wanted Mash Up

下記は警察追跡BGM。続編のカーボンでも使われている。
1. Paul Linford - Kick It Up A Notch
2. Paul Linford - Feels Good, Don't it?
3. Paul Linford - My, My, Missy
4. Paul Linford - Don't Like It, Do Ya?
5. Paul Linford - Ya Think
6. Paul Linford - Not Sure About This, T
7. Paul Linford - This Doesn't look Good
8. Paul Linford - Layin' Low
9. Paul Linford - Bet'r Ride
10. Paul Linford - Kiss ya Ass Goodbye
11. Paul Linford - Take That Dawg
12. Paul Linford - Busted
13. Paul Linford - Stakes Are Higher
14. Paul Linford - Lucky Break

## リブート
このゲームのリブート作品であるこのゲームと同名の2012年のゲームが存在する。
開発元はCriterion Games。
対応機種はPlayStation 3、PlayStation Vita、Xbox 360、Windows、Wii U(MWU)。
発売日はPS3 PS Vita Xbox 360 Windows版は2012年11月15日、Wii U版は2013年3月20日に発売した。
ゲーム内容はブラックリスト(この作品ではMost Wanted Listとなっている)こそ踏襲したものの、Criterion流に作られている。(一部にバーンアウトパラダイス2と揶揄する人がいる。)
ちなみにM3 GTRは有料DLCの"Need for Speed Heroes Pack"で登場し、ブラックリストのレーサーとして対戦が出来る。